# Hermann Borchers
Hermann Borchers (* 15. Oktober 1903 in Bremen; † 3. Januar 1973 in Bremen) war ein  bremischer Landwirt und Politiker (BDV, SRP, DP, CDU). Er war Mitglied der Bremischen Bürgerschaft.

## Biografie

### Beruf
Borchers war als selbständiger Landwirt in Bremen-Huchting tätig. Er war Sprecher der Huchtinger Bauern, Deichhauptmann im Bereich Links der Weser und von 1947 bis 1971 Präsident der Landwirtschaftskammer Bremen.

### Politik
Borchers war 1946 für kurze Zeit Mitglied der liberalen BDV, dann trat er um 1949 in die neonazistische Sozialistische Reichspartei (SRP) ein. Nach dem Verbot der Partei im Oktober 1952 wechselte er zur DP (seit 1961 GDP). 1962 wurde er dann Mitglied der CDU.
1946, für die BDV, dann wieder von 1951 bis 1952 für die SRP sowie von 1955 bis 1971 für die DP und CDU war er rund 17 Jahre lang Mitglied der Bremischen Bürgerschaft und in verschiedenen Deputationen und Ausschüssen der Bürgerschaft tätig. Er war von 1951 bis 1952 Stellvertretender Fraktionsvorsitzender der SRP in der Bürgerschaft. Er vertrat die Interessen der Landwirtschaft in der Bürgerschaft.

### Weitere Mitgliedschaften
Borchers war von 1953 bis 1962 Vorsitzender des Schützenvereins Huchting und Umgegend. 